# 来宮神社

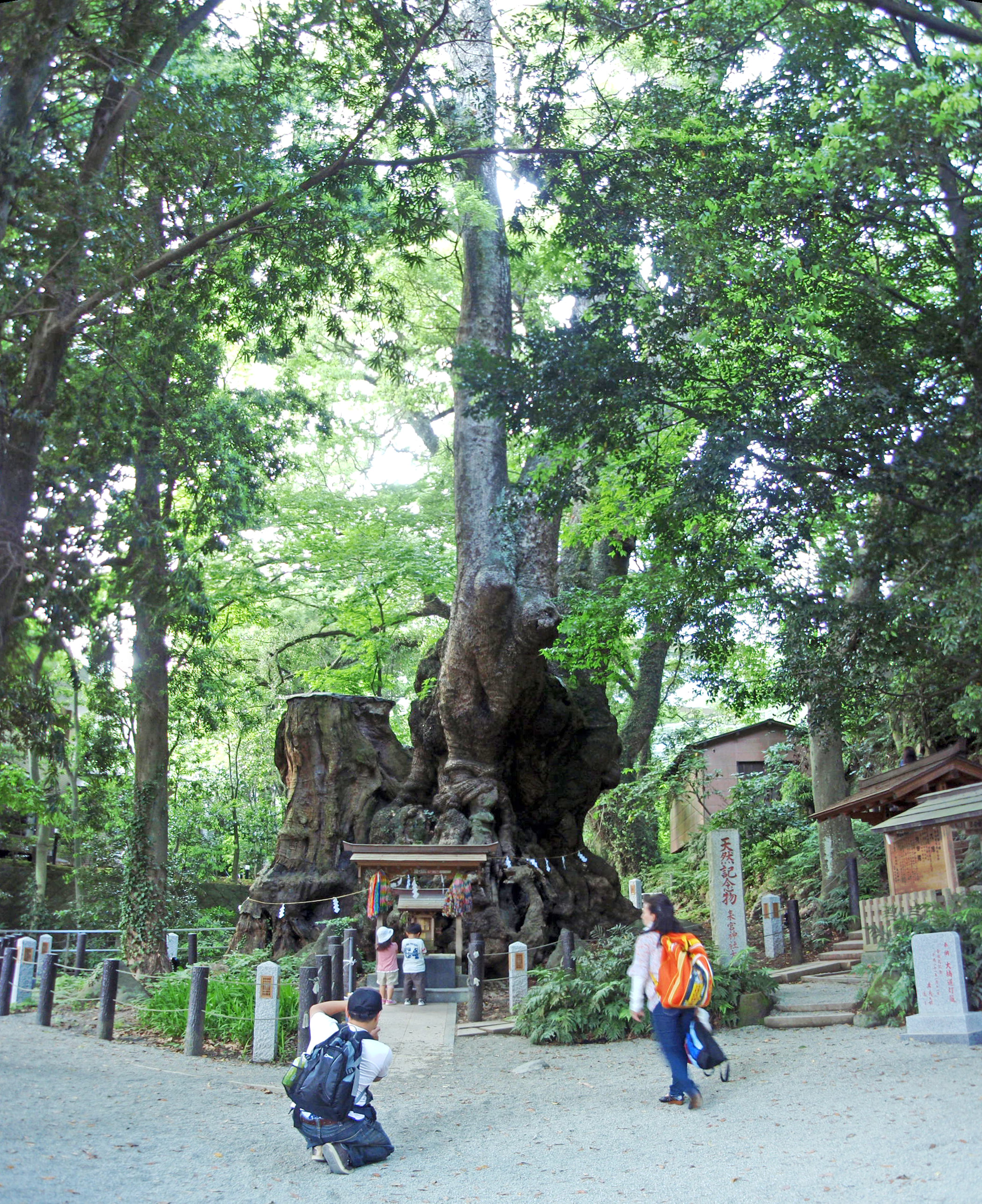
阿豆佐和気神社の大クス

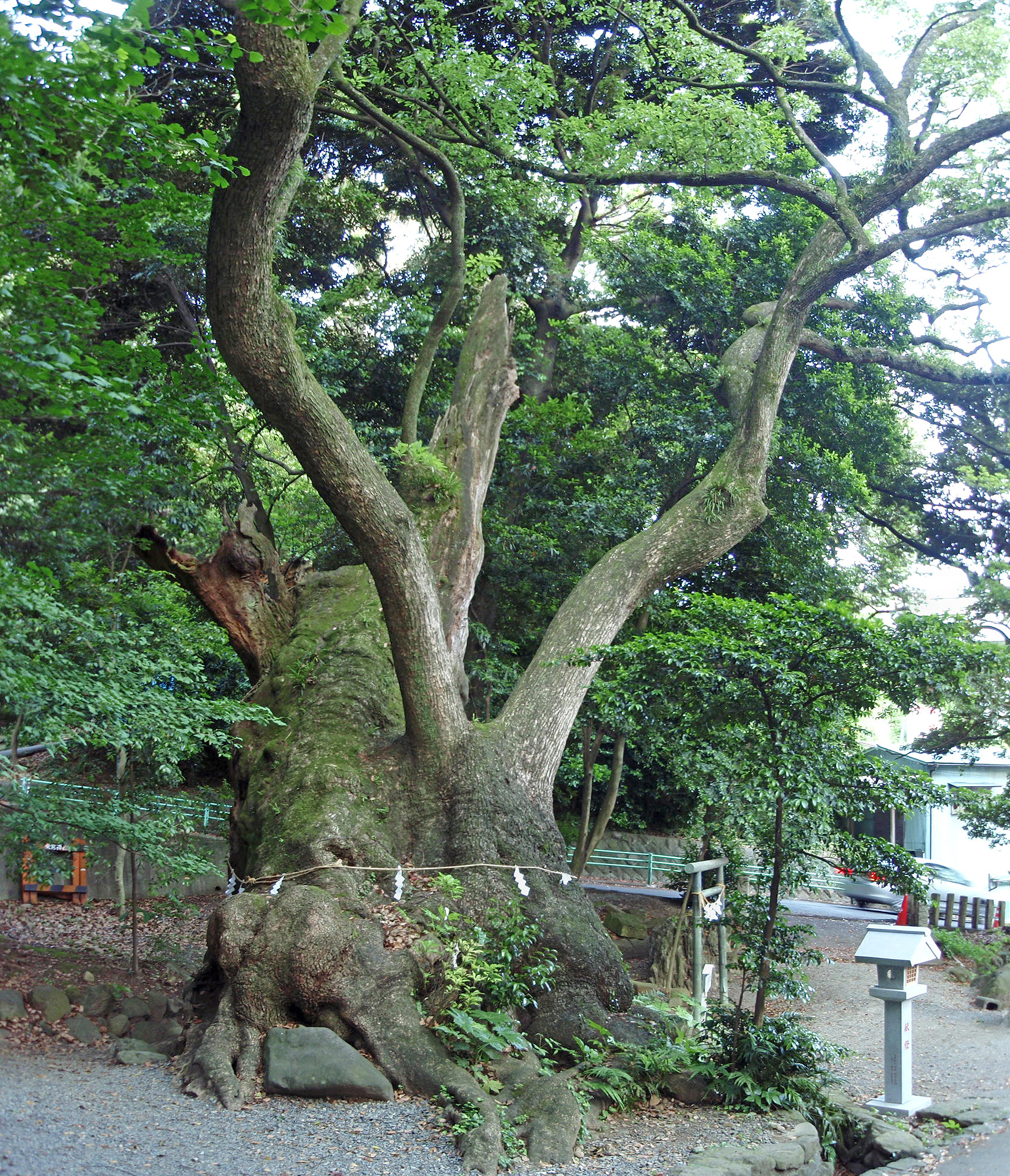
第2大クス

来宮神社（きのみやじんじゃ）は、静岡県熱海市にある神社である。社格は旧村社。

## 社名
古くは「木宮明神」や「来宮大明神」などと呼ばれた。明治維新後、式内社「阿豆佐和気命神社」に比定されたため、「阿豆佐和気神社」（あずさわけじんじゃ）を称したが、その非が判り現社名に復称した。

## 祭神
- 日本武尊
- 五十猛命（いたけるのみこと）
- 大己貴命（おおなもちのみこと）

上記3柱を主祭神として、稲荷神社・柿本社・天神社を相殿に祀る。『走湯山縁起』は伊豆山神社の地主神としている。
「きのみや」を「忌の宮」と解し、禁酒など断ち物の祈願をする者も多い。

## 歴史
創建時期は定かではないが、社伝によると和銅3年（710年）、熱海湾で網に木の根が掛かる事が3度重なり、不思議に思った漁師があらためると神像のようであったので、近くの松の下に祀って、持っていた麦こがしを供えた。その夜の夢に五十猛命が現れ、潮騒が耳障りであるとの神託があり、現在地に遷祀したといい、木の根を神体としたところから「木の宮」と称えたという。漂着物を祀ったのに始まり、祭神を木の神五十猛命とするなど、キノミヤ信仰が顕著に認められる神社である。なお、坂上田村麻呂が戦勝を祈願し、当社の分霊を東北地方を始め各地に鎮座させたという伝承もある。
旧社格は村社であったが、戦後その歴史や活動状況に鑑み、神社本庁の別表神社に加えられた。

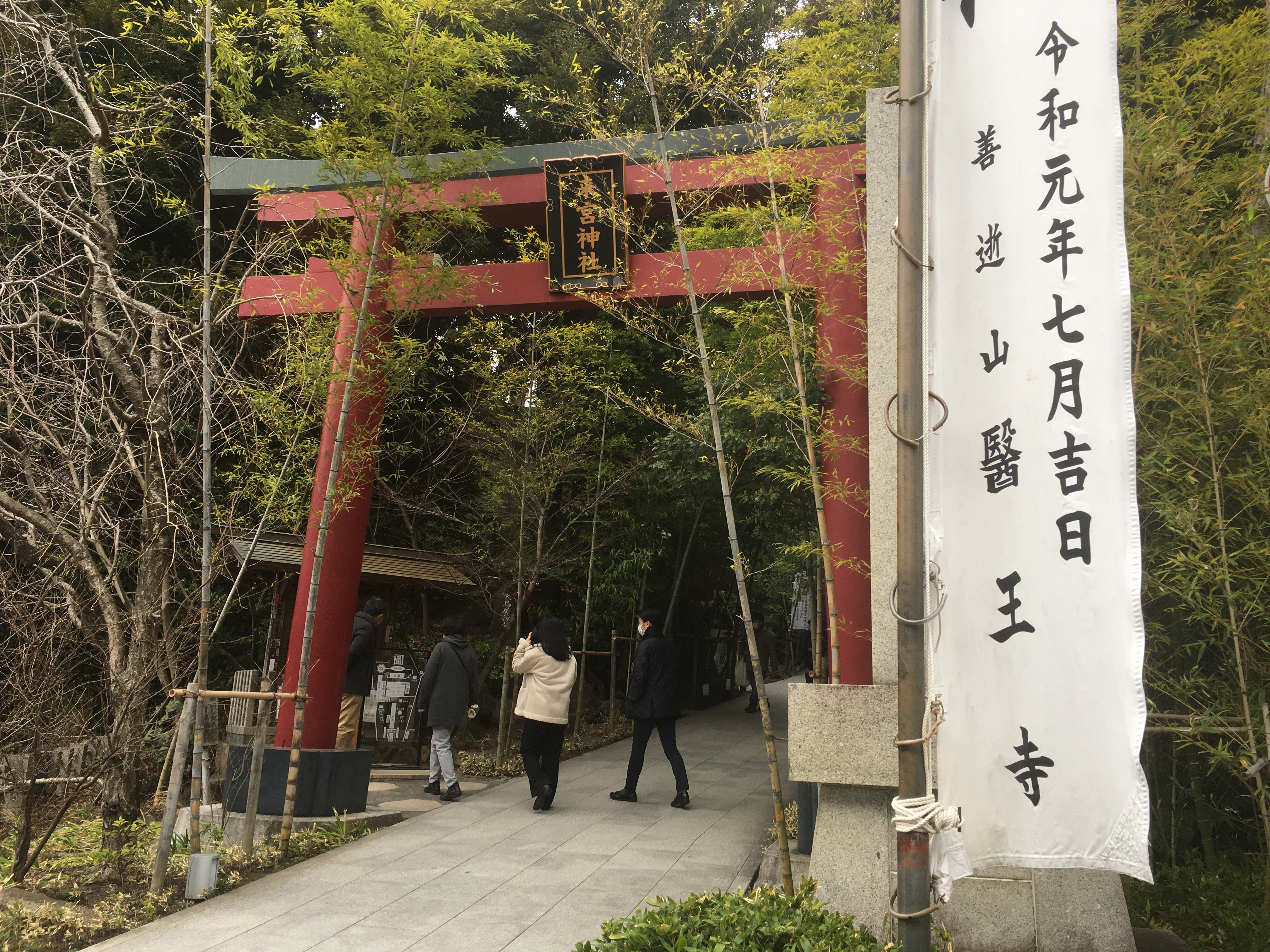
鳥居

### 熱海市内における位置付け
熱海市街地中心部の山の手にある神社ということで、来宮神社は熱海市内全体においても中心的な神社として扱われている。そしてその例大祭である「こがし祭」（下述）は、市内最大の祭りとして大々的に催されている。
また、独自の宮司を擁する伊豆山地区の伊豆山神社、市街地南部の今宮神社、網代地区の阿治古神社以外の市内の神社、具体的には、
- みそぎの滝神社（糸川上流、緑ガ丘町）
- 明水神社（糸川上流、西山町）
- 丹那神社（丹那トンネル入り口上）
- 藤森稲荷神社（市街地・咲見町）
- 湯前神社（市街地・上宿町）
- 御殿稲荷神社（市街地・中央町）
- 大六天尊神社（市街地・東海岸町）
- 多賀神社（多賀地区北部・上多賀）
- 下多賀神社（多賀地区南部・下多賀）
- 津島神社（多賀地区南部・下多賀（中野））
- 小山神明宮（多賀地区南部・下多賀（小山））
- 和田木神社（多賀地区南部・下多賀（和田木））

などの神社の神事・祭祀は、来宮神社の宮司によって執り行われている。（和田町にある和田八幡神社の神事は、近隣の今宮神社の宮司が行い、伊豆山神社の境外社で、熱海沖の初島にある初木神社の神事・祭祀は、伊豆山神社の宮司によって執り行われている。）
観光地としての熱海とも人気が連動しており、熱海温泉が低迷したバブル崩壊後は、来宮神社への参拝者も減少した。熱海観光の人気が復活した2010年代には、来宮神社も自撮りやインスタグラム用の写真撮影がしやすい台やオープンカフェ、散策案内所の設置、周辺商店との連携によるスイーツ開発などに取り組んだ。2017年度の参拝者は約68万8000人で、2008年度（約15万7000人）の4倍以上に増えた。

## 主な神事

### こがし祭
- 例祭「こがし祭」（7月15日を中心に、前日の宵宮祭も含めて7月14日〜7月16日の3日間[3]。御木像である木の根を漁民が拾ったのが旧暦6月15日であったので、この日に祭典を行っていたが、明治以降新暦に改めた。）
  - 7月14日 - 宵宮祭（よいみやさい）。神事が無事終わるよう祈念。
  - 7月15日 - 例大祭「こがし祭」
    - 宮神輿渡御（9:00〜15:00） - 神輿で熱海駅、親水公園、銀座町など市街地を巡る。
    - 例大祭奉幣（11:00～） - 創建時の伝承に因んで、麦こがしを中心に百合根、橙、ところを供える。
    - 奉祝神賑行事（11:40～13:00） - 鹿島踊（かしまおどり）、神女神楽（みこかぐら）、浦安の舞（うらやすのまい）
    - こがし祭り山車コンクール（18:30〜21:30） - ホテル大野屋前から熱海サンビーチ前までの国道135号を通行止めにし、市街地各町内の30以上の山車（だし）が集まってコンクールを兼ねたパレードが行われる。

  - 7月16日
    - 神幸祭（じんこうさい）
      - 奉祝神賑行事（8:30～） - 鹿島踊、神女神楽、浦安の舞
      - 御神幸行列（9:50〜15:40） - 先導役の天狗面・高下駄で御利益ある麦こがしを撒く猿田彦神、「みょうねん（妙念）」を掛け声とする御鳳輦、獅子舞、その他宮司・神官・総代などを含む総勢500名の御神幸行列が、湯前神社、熱海駅、サンビーチ、渚小公園、清水町、銀座、市役所などを巡る。
湯前神社・熱海駅・銀座通り（小沢ひもの店前[4]）では鹿島踊が、サンビーチでは御鳳輦の浜降り神事が、渚小公園では奉祝神賑行事（鹿島踊・神女神楽・浦安の舞）が、それぞれ執り行われる。
      - 還幸祭（15:40〜）

    - こがし祭り山車コンクール（18:30〜21:00）

### 節分祭
節分（2月3日）の夕方に芸能人・著名人も参加して、賑やかに豆撒きが行われる。過去参加した主な芸能人・著名人は以下の通り。（50音順）
- 泉ピン子
- 江原啓之
- 黒田アーサー
- 佐藤陽子
- 錦戸親方（元・水戸泉）
- 橋田壽賀子
- 林真理子
- 元木大介

## 社殿
本殿は流造。幣殿、拝殿を連結する権現造となっている。

## 境内社
境内には摂末社として、
- 来宮稲荷社（京都の伏見稲荷大社より勧請）
- 来宮弁財天（11月23日に開帳される弁財天像は高村光雲作）
- 三峯神社

の三社がある。

## 文化財

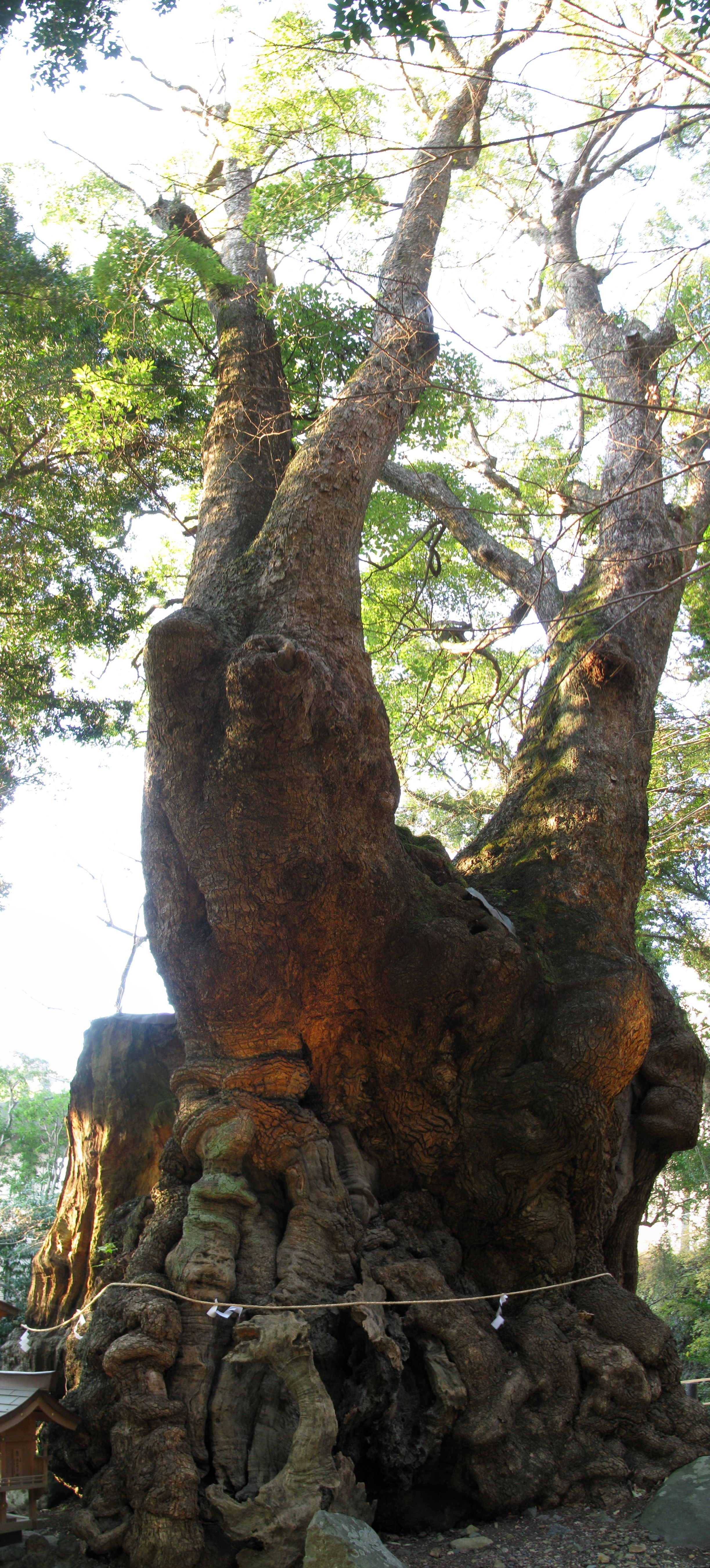
阿豆佐和気神社の大クス

### 天然記念物（国指定）
- 阿豆佐和気神社の大クス（あずさわけじんじゃのおおくす）

本殿裏にあり、推定樹齢2000年以上、一部枯れているが樹高約20m、幹周り約24mの大楠で、昭和8年に天然記念物に指定された。これを1周すると寿命が1年延びるとか、願い事が叶うなどと信仰されている。以前は境内に7株の大楠があったが、安政年間（1855〜60年）の頃、大網事件/鮪網事件という漁業権を巡る争議が起こり、訴訟費等捻出のために5株を伐採した（参考: 釜鳴屋平七）。旧記によると、この木も伐ろうとしたところ、白髪の老翁が現れて立ち塞がり、樵夫の持つ大鋸を2つに折ってどこかへ消えたので、それ以来神木として崇めるようになったという。もう1株も神社の入口付近に残存し第2大楠と呼ばれている。なお、天然記念物指定名称に「阿豆佐和気神社」と冠せられているのは、それが指定当時の社名であったためである。

### 静岡県指定無形民俗文化財
- 来宮神社 鹿島踊（かしまおどり）

こがし祭において、境内、熱海駅前、渚小公園、銀座通りにある木像を拾った漁師の子孫と伝える家の前（小沢ひもの店前）で奉納され、古式をよく伝えるものとして静岡県指定無形民俗文化財に指定されている。踊り手は来宮神社鹿島踊保存会の男性30名程度で構成され、色紙を入れた柄杓を持つ。柄杓からこぼれ落ちた色紙は稲米を表し、五穀豊穣・厄払いの意味を持つという。

## その他
- 2011年5月、鳥居脇のホルトノキ（樹齢約300年）が根元から倒壊して鳥居（1920年建立）を直撃、破損した。

## 交通
- JR伊東線来宮駅より徒歩5分程度。JR熱海駅からも徒歩圏内（18分程度）で、路線バスもある（十国峠行または西山循環で「来宮神社前」停留所下車）[8]。なお、神社の開頭時間は9時から17時となっている[8]。